# Calvert (Terre-Neuve-et-Labrador)
Pour les articles homonymes, voir Calvert.
Calvert est une communauté canadienne non-incorporée du district de Ferryland à Terre-Neuve-et-Labrador, à 72 kilomètres au sud de la capital de la province Saint-Jean. Elle est à 7 kilomètres au sud de Cape Broyle, et à 3 kilomètres au nord de Ferryland. La population s'élevait, en 2001, à 355 habitants, soit 17 % de moins qu'en 1996.

## Compléments